# Gare de Hachette
Gare de Hachette vasútállomás Franciaországban, Locquignol településen.

## Vasútvonalak
Az állomást az alábbi vasútvonalak érintik:
- Creil–Jeumont-vasútvonal

## Kapcsolódó állomások
A vasútállomáshoz az alábbi állomások vannak a legközelebb:
- Gare d’Aulnoye-Aymeries
- Gare de Landrecies